# Belvosia lilloi
Belvosia lilloi là một loài ruồi trong họ Tachinidae.